# Paul R. Jones Collection of African American Art
Pour les articles homonymes, voir Paul Jones et Jones.

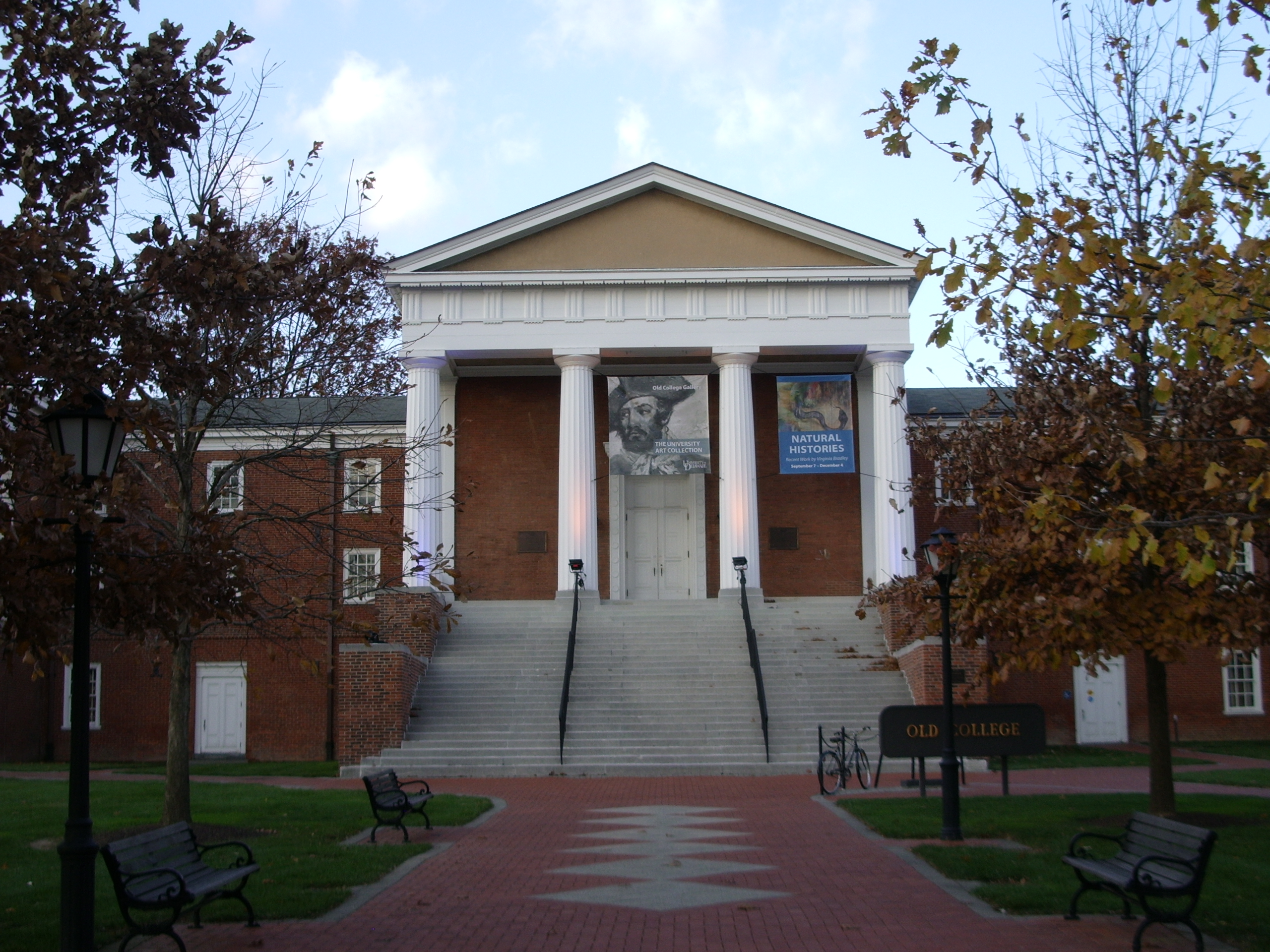
The Old College Gallery, University Museums, Newark

La Collection Paul R. Jones d'art Afro-américain, logée dans le musée de l'université du Delaware à Newark (États-Unis d'Amérique), comporte une des collections les plus importantes d'art visuel créée par des artistes afro-américains depuis le  XVIIIe siècle jusqu'à présent.